# El Mirasol
El Mirasol es una localidad argentina de la provincia de Chubut, dentro del departamento Mártires.
Cuenta con un parque eólico.

## Población
Contaba con 57 habitantes (Indec, 2010), lo que representa un descenso del 33% frente a los 85 habitantes (Indec, 2001) del censo anterior. Sin embargo, en 2012 sólo quedaban 49 personas. Una sequía de más de cuatro años y las cenizas del volcán Puyehue diezmaron al ganado ovino, la única fuente de trabajo rural, y la población comenzó un éxodo hacia las grandes ciudades de la provincia.
El censo 2022 registró una población de 39 habitantes que se repartieron entre 25 hombres y 14 mujeres. Sin embargo, las cifras obtenidas fueron estimativas solo teniendo en cuenta a la población en viviendas particulares; es decir, excluyendo del dato a la población institucional y las personas sin hogar. Gracias a este censo también fue posible conocer su densidad y tamaño urbano.
| Gráfica de evolución demográfica de El Mirasol entre 1991 y 2022 |
|                                                                  |
| Fuente: Censos nacionales del INDEC                              |